# سوافيناندريانا
سوافيناندريانا (بالإنجليزية: Soavinandriana)‏، هي مدينة تقع في منطقة إيتاسي. يبلغ عدد سكانها حوالي 34,000 نسمة حسب تقديرات 2001.